# 존 런드

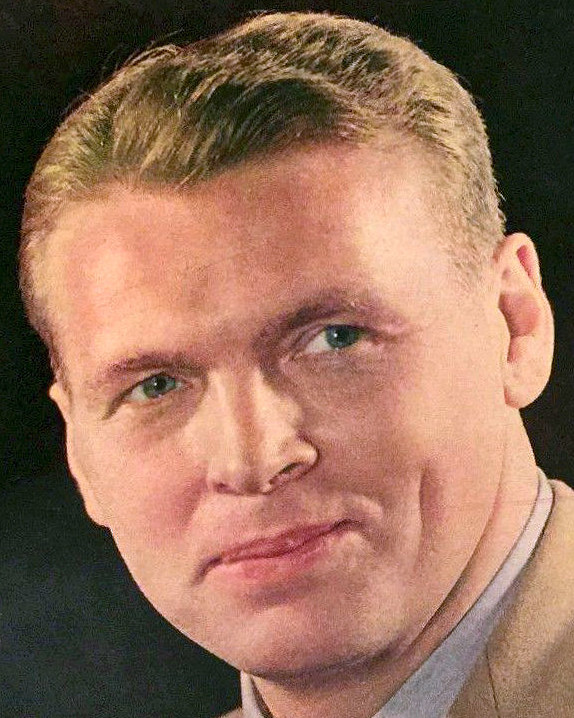

존 런드(John Lund, 1911년 2월 6일 ~ 1992년 5월 10일)는 미국의 영화배우, 연극 배우이다.
로체스터에서 태어났으며 로스앤젤레스에서 사망하였다.

## 영화
- 이프 어 맨 앤서 (1962년)
- 상류 사회 (1956년)
- 파이브 건스 웨스트 (1955년)
- 라틴 러버스 (1953년)
- 부론코 버스터 (1952년)
- 교배 기간 (1951년)
- 아이다호의 공작부인 (1950년)
- 마이 프렌드 어머 고즈 웨스트 (1950년)
- 마이 프렌드 어머 (1949년)
- 외교 문제 (1948년)
- 버라이어티 걸 (1947년)
- 폴라인의 모험 (1947년)
- 그들에겐 각자의 몫이 있다 (1946년)